# Улан Сатимбаев
{{hangon}}

Улан Сатимбаев

Сатимбаев Улан Кубанычбекович -  (род. 8 сентября 1990, село Эски-Ноокат, Ошская область, Киргизская ССР) — аудитор, юрист, предприниматель и общественный деятель Кыргызской Республики. Директор ОсОО "Аудиторская фирма" «ВЛАТА Аудит», Председатель правления Профессионального аудиторское объединения «Совет по финансовой отчётности и аудиту» (с 2023 года). Активный эксперт в области финансового регулирования, инвестиционного климата и налоговых реформ, регулярно выступает в национальных СМИ.

## Биография и образование
Окончил Кыргызский государственный национальный университет имени Жусупа Баласагына (специальность: бухгалтерский учёт и аудит) и магистратуру Кыргызской государственной юридической академии по специальности гражданского и предпринимательского права (с отличием).

## Профессиональная деятельность
Занимал руководящие должности в коммерческих организациях с начала 2010-х годов.  
С 2013 по 2015 год — заместитель директора и бухгалтер в юридической и аудиторской фирме «ВЛАТА».  
С 2015 года — бессрочно лицензированный аудитор (серия A № 0252; квалификационный сертификат № 00345 от 06.11.2015).  
С 2017 по 2018 год — исполнительный директор, с 2018 года — Директор ОсОО "Аудиторская фирма" «ВЛАТА Аудит».  
Параллельно с 2014 года руководит юридической компанией «ВЛАТА Юрист».

## Общественная деятельность и экспертная работа
С 2023 года возглавляет Профессиональное аудиторское объединение «Совет по финансовой отчётности и аудиту».  
В мае 2022 года Жогорку Кенеш (парламент) выдвигал его кандидатом на должность аудитора Счётной палаты.  
Президент Ассоциации "Содружество фирменных торговых производителей "Кыргыз Бренд".  
Член экспертной комиссии Государственной службы регулирования и надзора за финансовым рынком Кыргызской Республики (2020—2021 гг).  
Аккредитованный финансовый консультант Европейского Банка Реконструкции и Развития (ЕБРР).  
Вице-президент "Международной Ассамблеи Молодежи Кыргызстана".  
Член инициативной группы (учредитель) Общественного Объединения "Движение за новое село Кыргызстана".  
Регулярно выступает в СМИ как эксперт по институционному климату, налоговому законодательству, аудиту и финансовому рынку, в том числе на первом общественно-государственном телеканале Кыргызстана — ОТРК «Ала-Тоо 24».

### Выступления в СМИ (ОТРК «Ала-Тоо 24»)
- 8 апреля 2021 года — полное интервью в программе «Ала-Тоо 24»[9]

- 13 апреля 2021 года — 02:25–02:50 минута[10]

- 18 мая 2021 года — 02:15–02:48 минута[11]

- 24 мая 2021 года — 03:45–04:20 минута[12]

- 12 августа 2021 года — 01:40–02:18 минута[13]

- 27 декабря 2021 года — 02:18–02:50 минута[14]

- 26 февраля 2022 года — 06:50–07:46 минута[15]

- 4 декабря 2023 года — 01:18–01:55 минута[16]

## Награды и звания
- Отличник бухгалтерского учёта и аудита Кыргызской Республики[17]

- Отличник финансового рынка Кыргызской Республики[18]

- Почётная грамота Правительства Кыргызской Республики

- Почётная грамота Государственной службы регулирования и надзора за финансовым рынком КР (Финнадзор)[19]

- Грамота Управления делами Президента и Правительства КР

- Благодарственные письма и иные знаки признания